# المدرسة العليا للعلوم والتكنولوجيا بحمام سوسة
المدرسة العليا للعلوم والتكنولوجيا بحمام سوسةهو إحدى المؤسسات العليا التابعة لجامعة سوسة، وقد أحدث بمقتضى الأمر عدد 2006-1587 المؤرخ في 6 جوان 2006 .

شعار المدرسة العليا للعلوم والتكنولوجيا بحمام سوسة

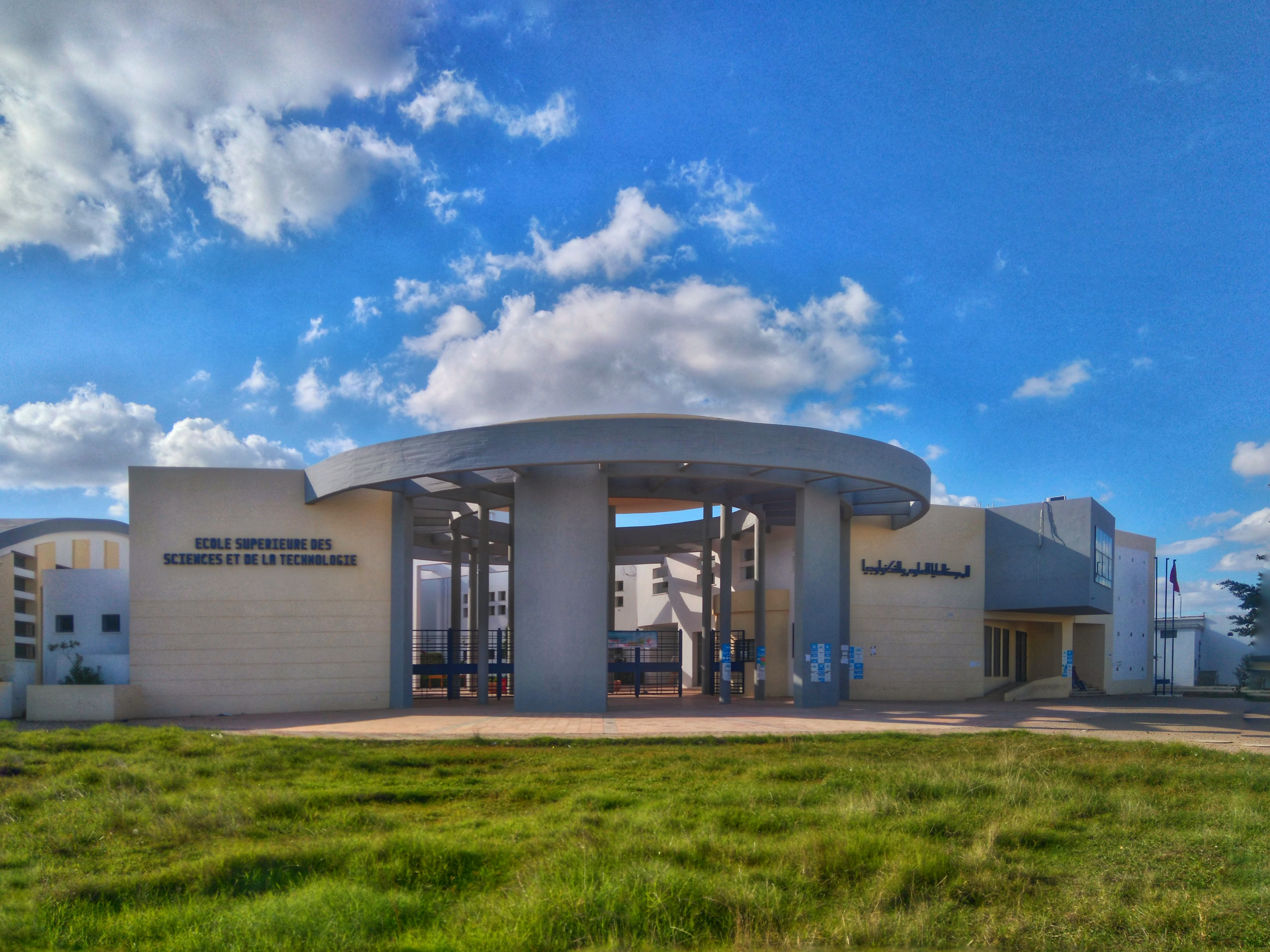
مدخل المؤسّسة

## أرقام
طبقا لأرقام السنة الدراسية 2007-2008 يدرس بها 220 طالبا من بينهم 111 طالبة.

## الأقسام
تتوزع الدراسة بالمدرسة على الأقسام الأربعة التالية:
- الرياضيات
- الإلكترونيك والإعلامية
- البحث العلمي والتكنولوجي
- العلوم الفيزيائية

## أولمبياد الروبوتات
وقد نظم نادي الروبوتات الخاص بالجامعة "airo tech" مسابقات في إطار صناعة الروبوتات يوم 22 أكتوبر 2017 حيث شارك أكثر من 500 مهندس وفريقين فقط من المدارس الإعدادية وقد تنوعت المجالات المخصصة إلى ثلاث مجالات، سباق سيارات، متتبع للخط، طائرة دون طيار.

## وصلة خارجية
- موقع المدرسة العليا للعلوم والتكنولوجيا بحمام سوسة.